# Can’t Be Tamed (dal)
A Can’t Be Tamed egy dal az amerikai énekesnőtől és dalszövegírótól, Miley Cyrus-tól. A szerzeményt Cyrus, Antonina Armato, Tim James, Paul Neumann, és Marek Pompetzki, a produceri munkálatokat Armando és James végezte. 2010. május 18-án adta ki a Hollywood Records, mint a Can’t Be Tamed című harmadik stúdióalbumának első kislemezét. Később egy remixváltozata is megjelent Lil Jon közreműködésével. A RockAngeles Remix az album bővített változatán kapott helyet. Cyrus szerint a dal azon vágyáról szól, hogy kitörhessen, és érezhesse a szabadságot. A mű elektropop és szintipop elemekből építkezik.
A szám javarészt pozitív véleményeket kapott a zenei kritikusoktól, viszont a toplistákon is elismerésre méltó helyezéseket ért el. Többek között a Billboard Hot 100 8. helyét is elérte. A műhoz tartozó kisfilmet Robert Hales rendezte, melyben Miley egy múzeumban adja elő dalát. Cyrus egy hatalmas kapott helyet, amelyet rengeteg érdeklődő vesz körül. Számtalan eseményen adta elő a dalt az énekesnő, többek között a Britain's Got Talent című tehetségkutató műsor során. A szerzemény a Gypsy Heart Tour dallistáján is helyet kapott.

## Háttér
A dalt elsősorban Miley írta, viszont Antonina Armato, Tim James, Paul Neumann, és Marek Pompetzki is segített a szöveg alkotásában. Az énekesnő szerint a dal lényege az, hogy szabadítsd ki magad az akadályok közül. Szerinte mindenkinek más szituációra érvényes a mű. Neki például az az érzés jut eszébe, amikor „az emberek a ketrece körül állnak és őt nézik.” A szám 2010. április 30-án jelent meg, digitális letöltés formájában május 18-tól lehetett megszerezni. 2010 májusában vették fel a RockAngeles remixet, melyben Lil Jon is hallható. A rapper szerint a közös munka őrületes volt, és a rajongók szeretni fogják a feldolgozást. Miley szerint Lil rengeteg energiát fektetett a számba.

## Fogadtatása
A kritikusok többsége kedvezőnek nevezte a dalt. Leah Greenblatt szerint „a szám nem tartogat nagy meglepetéseket, leginkább Christina Aguilera Not Myself Tonight című dalára hasonlít.”
Heather Phares szerint ez az album legjobb száma. Rob Sheffield ötből három csillagot ítélt a számnak, mivel szerinte „ez nem olyan, mint a Party in the U.S.A., vagy a See You Again.”

## Videóklip
A videó Robert Hales rendezésével készült. A tánckoreográfia Jamal Sims ötlete alapján jött létre, aki Miley-val már a Hoedown Throwdown során is dolgozott. A videó Miley számára a jókislányos képétől való eltávolodást jelenti, amelyet a Hannah Montana című sorozat alatt mutatott a nagyvilágnak. Miley a kisfilmhez való ötleteit papírra gyűjtötte össze. A kisfilmet 2010. április 10-én és 11-én forgatták a kaliforniai Sony Studios-ban. A klip az E! News oldalán debütált május 4-én. Habár a kritikusok pozitívan fogadták, számtalan összehasonlítás is volt a vélemények között, elsősorban Britney Spears, illetve Lady Gaga nevével.

## Élő előadások

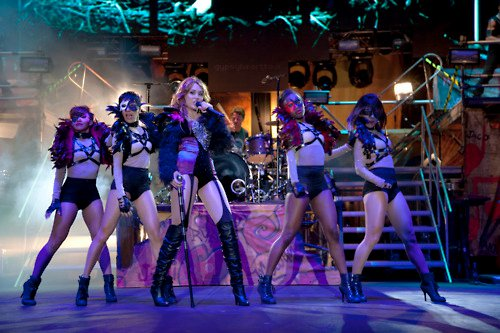
Miley a dallal a Gypsy Heart Tour egyik állomásásán.

Miley először a Dancing With the Stars című műsorban adta elő számát, 2010. május 18-án. A műsor során is egy ketrecből indulva énekelte el a számot. Az Egyesült Államokon kívül először a Rock in Rio portugál koncert során került elő a Can’t Be Tamed, 2010. május 29-én. Az egyik előadás során egy női táncossal csókot szimuláltak. Miley később így vélekedett:
"Nevetséges, hogy két szórakoztató személy nem érezheti jól magát anélkül, hogy a média nagy sztorit csinálna belőle. Remélem a rajongóim nem csalódtak bennem, mert semmi rosszat nem csináltam..."
Cyrus később rengeteg műsoron adta még elő, többek között a Good Morning America, Late Show with David Letterman és MuchMusic Video Awards során. 
Saját turnéja, a Gypsy Heart Tour állomásain is előadta a dalt.

## Számlista és formátumok
| 1. | Can't Be Tamed (album változat) | 2:48 |

| 1. | Can't Be Tamed (album változat)               | 2:48 |
| 2. | Can't Be Tamed (Wideboys Stadium Radio Remix) | 2:47 |

| 1. | Can't Be Tamed (album változat)               | 2:48 |
| 2. | Can't Be Tamed (Wideboys Stadium Radio Remix) | 2:47 |
| 3. | Can't Be Tamed (videóklip)                    | 3:50 |

|}

## Fordítás
Ez a szócikk részben vagy egészben  a   Can't Be Tamed (song) című angol Wikipédia-szócikk fordításán alapul.  Az eredeti cikk szerkesztőit annak laptörténete sorolja fel. Ez a jelzés csupán a megfogalmazás eredetét és a szerzői jogokat jelzi, nem szolgál a cikkben szereplő információk forrásmegjelöléseként.